# Berylliumkobber
Berylliumkobber (BeCu), også kendt som kobberberyllium (CuBe) og berylliumbronze, er en kobber-legering med 0,5—3% beryllium og somme tider andre grundstoffer. Berylliumkobber kombinerer høj styrke med ikke-magnetiske og ikke-gnistrende kvaliteter. Det er godt til metalforarbejdelse. Det har mange specialiserede anvendelser i værktøjer til farlige miljøer, musikinstrumenter, præcisionsinstrumenter, ammunition og rumfart. Berylliumlegeringer udgør en inhaleringsfare under fremstillingen.